# Shinjin-kai
Die Shinjin-kai (japanisch 新人会, deutsch etwa „Vereinigung der neuen/modernen Menschen“) wurde am 7. Dezember 1918 von Studenten der Fakultät der Rechtswissenschaften der Universität Tokio gegründet, der sich auch Studenten der Keiō-Universität anschlossen, aber auch Mitglieder der Arbeiterbewegung. Ziel war es, um über mehr Demokratie und soziale Reformen zu diskutieren und sich dafür tatkräftig einzusetzen.

## Geschichte
Zunächst versuchte die Shinjin-kai, unterstützt von dem Politikwissenschaftler Yoshino Sakuzō, für mehr Demokratie durch eine Vielzahl von Aktivitäten zu werben. Das geschah u. a. mit einem Magazin „Demokratie“ (デモクラシイ, Demokurashii), dem dann die Magazine „Vorhut“ (先駆; Senku), „Landsleute“ (同胞; Dōhō) und „Naroodo“ (ナロオド) folgten. Es geschah auch durch Agitation, und durch das Vorantreiben der Arbeiterbewegung. Später, um die „studentischen Massen“ zu mobilisieren, erreichte die Shinjin-kai einen großen Einfluss auf die Universitäts-Zeitung „Teikoku daigaku shimbun“ (帝国大学新聞), auf die studentische Selbstverwaltung (学友会, Gakuyūkai), auf den Debattierclub und auf das Siedlungsprojekt für das Elendsviertel im Osten Tokyos, an dem die Universität beteiligt war.
Mitglieder der Shinji-kai aktiv in der Leitung der „Gakuren“ (学連, als Abkürzung für „Gakusei shakai kagaku rengōkai“, 学生社会科学連合会, etwa „Studentischer Zusammenschluss für Sozialwissenschaften“). Zu dieser Zeit hatte sich der Schwerpunkt der Aktivitäten verlagert von dem Streben nach liberaler Demokratie hin zum orthodoxen Marxismus-Leninismus. Obwohl die wenigsten Mitglieder der Shinjin-kai sich direkt der kommunistischen Untergrundbewegung anschlossen, betrachteten die meisten sich als Marxisten und verbrachten viel Zeit damit, marxistische Literatur zu studieren.
Dennoch wurden Mitglieder der Shinjin-kai während der staatlichen Razzia am 15. März 1928, die sich gegen vermutete Kommunisten richtete, verhaftet. Der Druck der Universität führte schließlich dazu, dass die Shinjin-kai sich am 17. April offiziell auflöste. Die Vereinigung arbeitete im Untergrund weiter, bis sie sich am 23. November 1929 endgültig auflöste.

## Frühe Mitglieder (Beispiele)
- Sano Manabu (1892–1953)
- Miyazaki Ryūsuke (1892–1971)
- Nosaka Sanzō (1892–1993)
- Akamatsu Katsumaro (1894–1955)

## Spätere Mitglieder (Beispiele)
- Nakano Shigeharu (1902–1979)
- Hayashi Fusao (1903–1975)
- Takeda Rintarō (1904–1946)
- Sano Seki (1905–1966)
- Kamei Katsuichirō (1907–1966)